# Echte Frösche (Gattung)
Die Echten Frösche (Rana; vom Lateinischen „der Frosch“) bilden eine der artenreichsten Gattungen innerhalb der Familie der Echten Frösche (Ranidae).

## Merkmale
Bei den Echten Fröschen handelt es sich um mittelgroße bis große, kräftige Froschlurche mit langen Hinterbeinen, die sie zu weiten Sprüngen befähigen (zur Anatomie vergleiche: Neobatrachia). Die Haut ist glatter und feuchter als bei den Kröten; es fehlen ihnen auch Parotiden. Dafür ziehen sich entlang des Rückens zwei Drüsenleisten, die hinter den Augen beginnen und bis in die Hüftregion reichen. Die Schnauze ist stärker zugespitzt; das Trommelfell ist meist groß und deutlich sichtbar. Die ovalen Pupillen sind waagerecht gestellt. Zwischen den Zehen der Hinterfüße befinden sich in der Regel gut ausgebildete Schwimmhäute. Die Männchen der Echten Frösche besitzen häufig Schallblasen – bei den Wasserfröschen sind diese paarig hinter den Mundwinkeln zum Ausstülpen angelegt. Braunfrösche rufen nur recht leise mit inneren Schallblasen.
Die Paarung erfolgt mit einer axillaren Umklammerung durch das Männchen, also rücklings hinter den Vorderbeinen des Weibchens. Um nicht abzurutschen, entwickeln die Männchen sogenannte Brunstschwielen. Der Laich wird in der Regel in Form klumpiger Gallertballen ins Wasser abgegeben.

## Verbreitung und Taxonomie

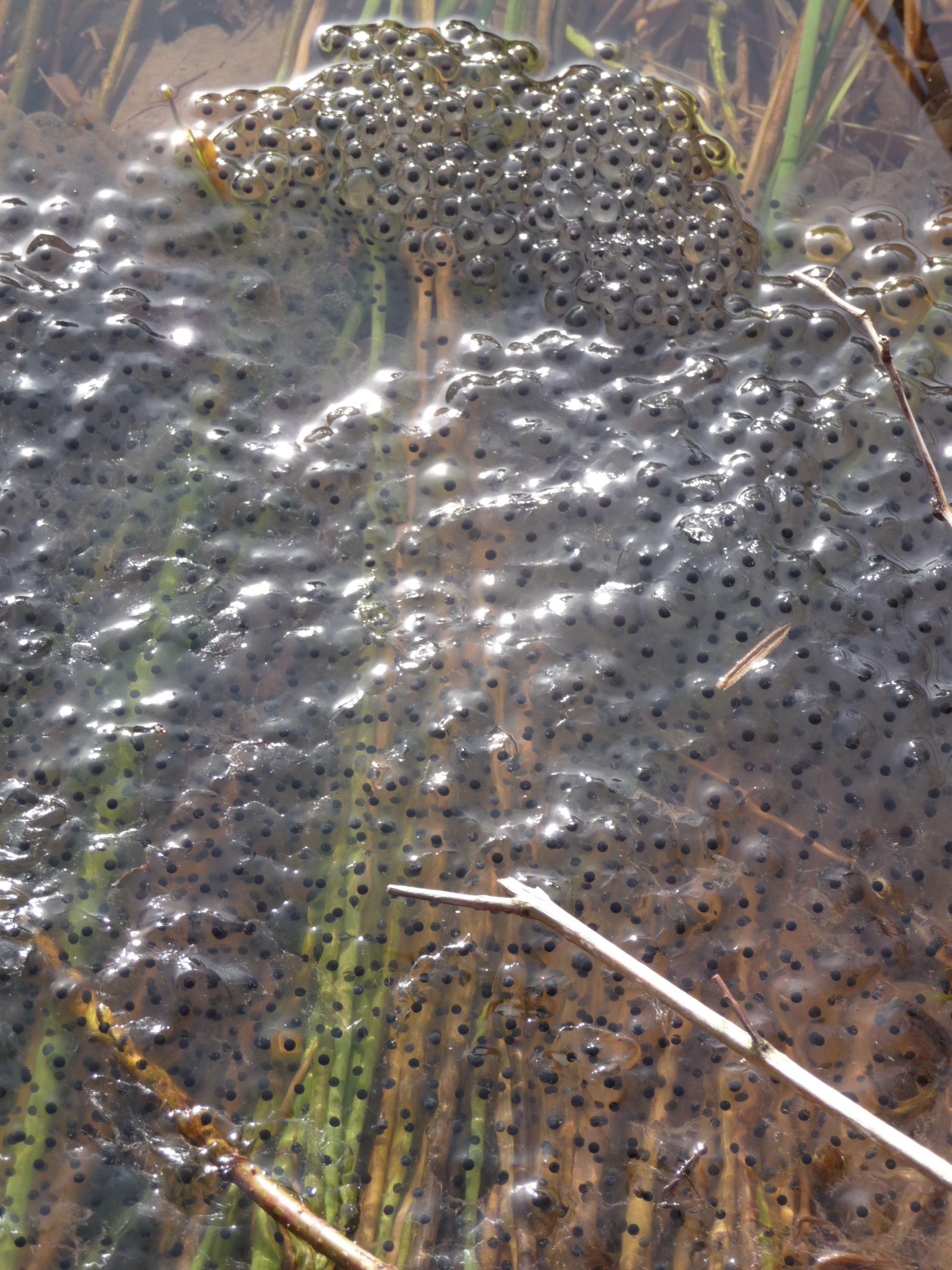
Laichballen des Grasfrosches (Rana temporaria)

Von den kalt-gemäßigten bis in die tropischen Zonen wurden bis vor kurzer Zeit rund 270 Arten zur Gattung Rana gezählt. Die mit Abstand größte Formenvielfalt war dabei in Südostasien zu finden, gefolgt von Afrika, Nord- und Südamerika. Zur Fauna Australiens zählte lediglich eine Art (Rana daemeli), die zugleich als einziger Vertreter der ganzen Familie Ranidae auf diesem Kontinent angesehen wurde.
In Europa wurden etwa 22 Taxa in die Gattung Rana gestellt, wobei die Zählweise wegen der sehr komplexen, nach wie vor nicht abschließend geklärten Verwandtschaftsverhältnisse der Grün- oder Wasserfrösche oft variierte. Neben den Wasserfröschen wurden hier nach Aussehen und Lebensweise auch sogenannte Braunfrösche unterschieden (vgl. beispielsweise Gras-, Moor- und Springfrosch). Rana wurde als paraphyletisches Sammeltaxon angesehen und phylogenetische Arbeiten erbrachten eine Unterteilung in verschiedene neue Gattungen. Die Autoren wiesen etwa den Grün- oder Wasserfröschen inzwischen eine eigene Gattung Pelophylax zu. Der Nordamerikanische Ochsenfrosch wurde in eine Gattung Lithobates gestellt. In der Gattung Rana verblieben danach nur noch etwas mehr als 50 Arten.

## Arten

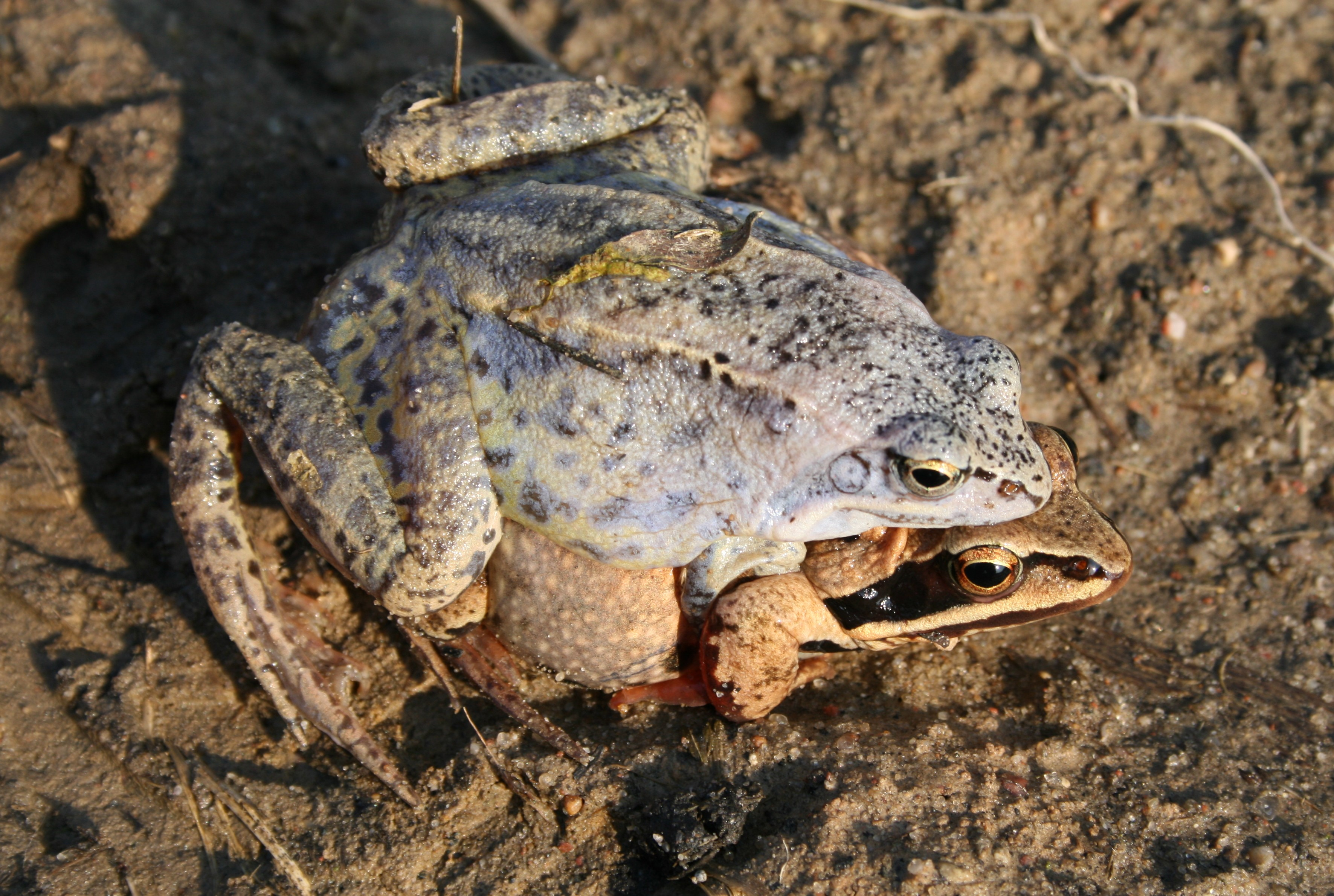
Moorfrosch (Rana arvalis),
Paar in Amplexus

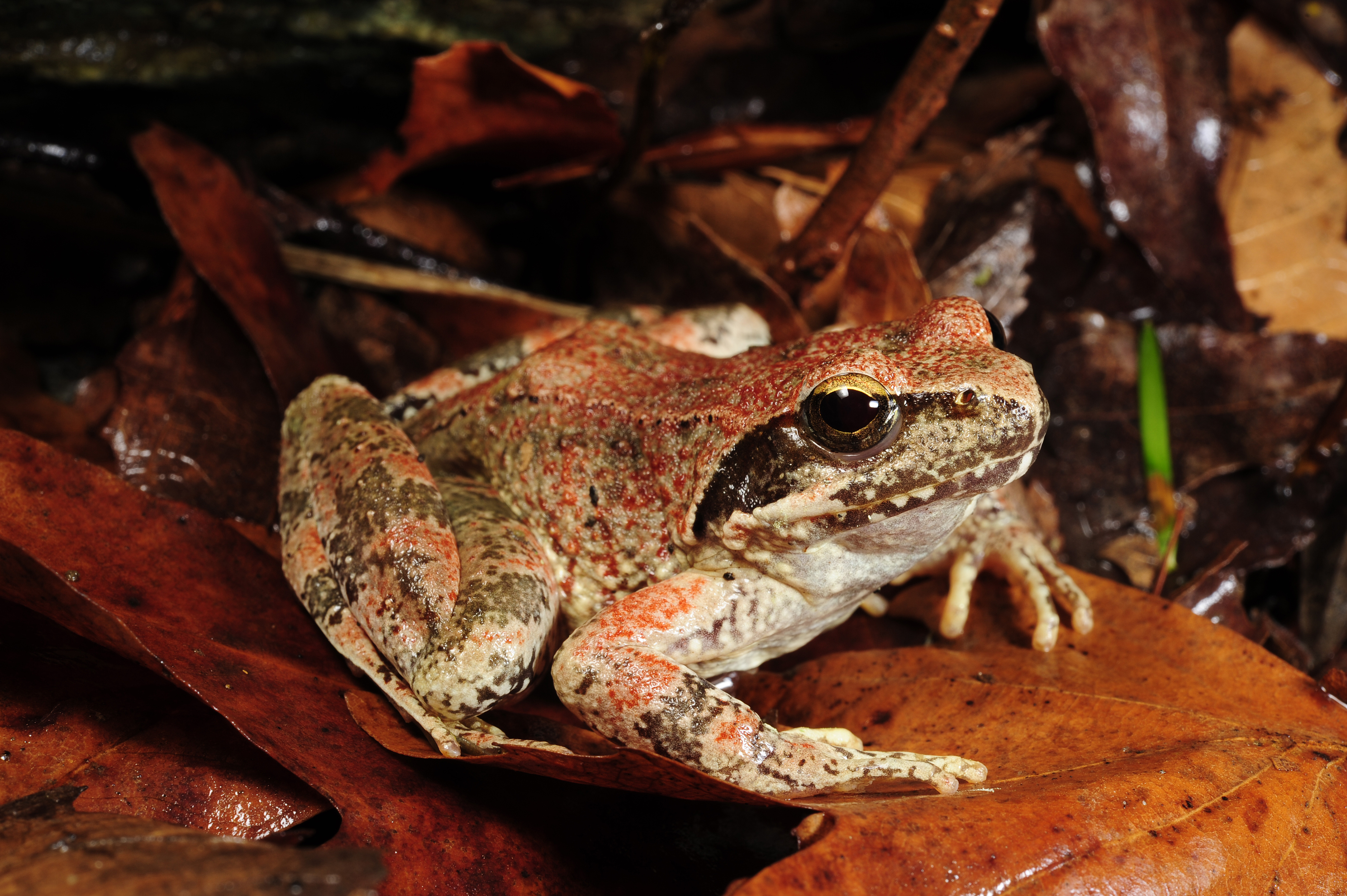
Griechischer Frosch (Rana graeca)

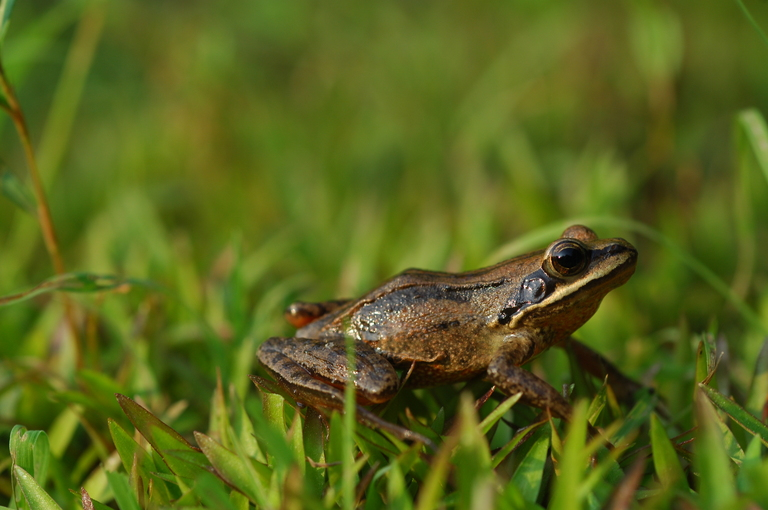
Rana coreana

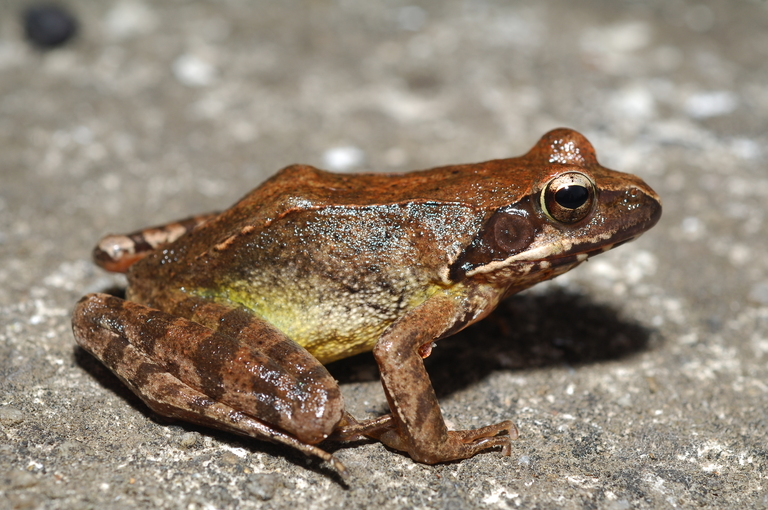
Rana dybowskii

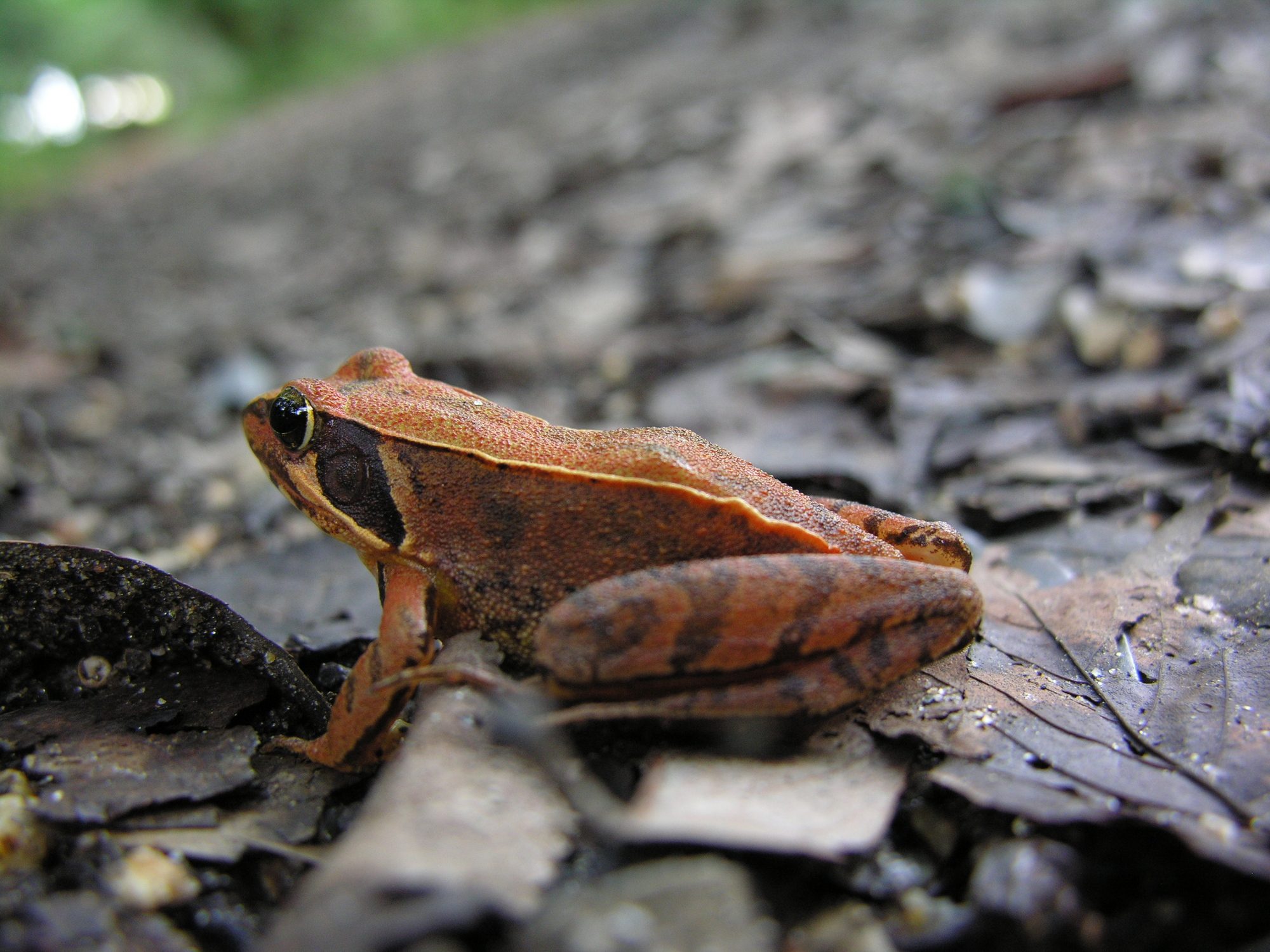
Rana japonica

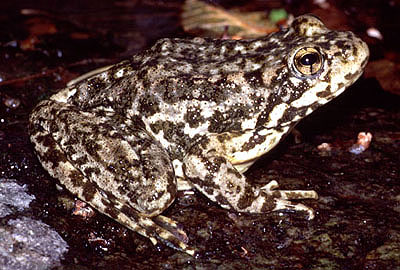
Rana muscosa

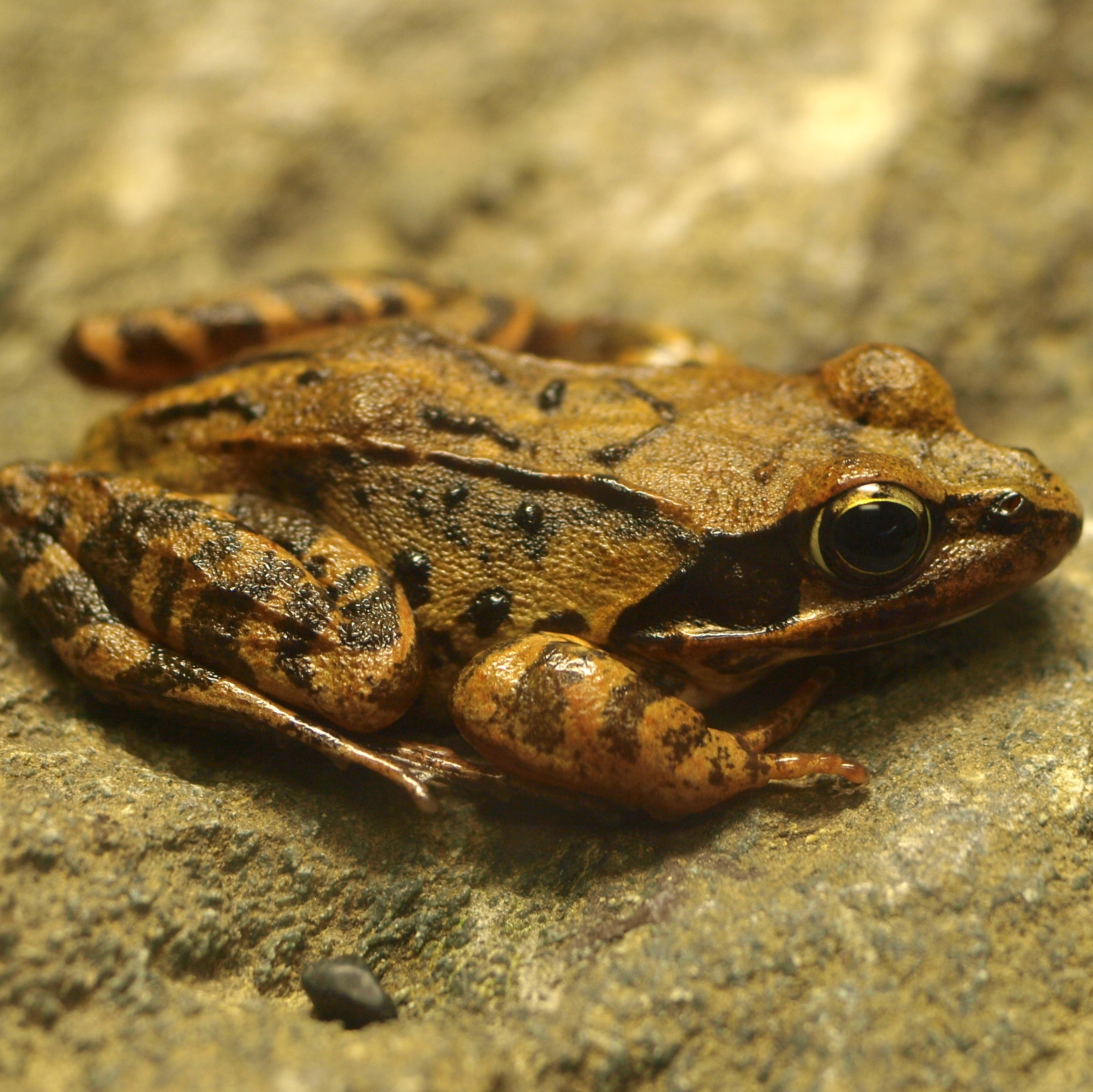
Rana ornativentris

Es werden 54 Arten in die Gattung Rana gestellt:
Stand: 6. April 2025
- Rana amurensis Boulenger, 1886
- Rana arvalis Nilsson, 1842 – Moorfrosch
- Rana asiatica Bedriaga, 1898
- Rana chaochiaoensis Liu, 1946
- Rana chensinensis David, 1875
- Rana chevronta Hu & Ye, 1978
- Rana coreana Okada, 1928 (Synonym: Rana kunyuensis Lu & Li, 2002)
- Rana culaiensis Li, Lu & Li, 2008
- Rana dabieshanensis Wang, Qian, Zhang, Guo, Pan, Wu, Wang & Zhang, 2017
- Rana dalmatina Fitzinger, 1838 – Springfrosch
- Rana dybowskii Günther, 1876 – Dybowskis Frosch
- Rana graeca Boulenger, 1891 – Griechischer Frosch
- Rana hanluica Shen, Jiang & Yang, 2007
- Rana huanrensis Fei, Ye & Huang, 1990
- Rana iberica Boulenger, 1879 – Spanischer Frosch
- Rana italica Dubois, 1987 – Italienischer Frosch
- Rana japonica Boulenger, 1879
- Rana jiemuxiensis Yan, Jiang, Chen, Fang, Jin, Li, Wang, Murphy, Che & Zhang, 2011
- Rana jiulingensis Wan, Lyu & Wang, 2020
- Rana johnsi Smith, 1921
- Rana kobai Matsui, 2011
- Rana kukunoris Nikolskii, 1918
- Rana kyoto Eto, Matsui & Sugahara, 2022[2]
- Rana latastei Boulenger, 1879 – Italienischer Springfrosch
- Rana longicrus Stejneger, 1898
- Rana luanchuanensis Zhao & Yuan, 2017
- Rana macrocnemis Boulenger, 1885 – Kleinasiatischer Braunfrosch
- Rana maoershanensis Lu, Li & Jiang, 2007
- Rana matsuoi Eto & Matsui, 2023
- Rana minuscula Liu, Wang, Huang, Liu, Yu, and Che, 2024
- Rana neba Ryuzaki, Hasegawa & Kuramoto, 2014[3]
- Rana okiensis Daito, 1969
- Rana omeimontis Ye & Fei, 1993
- Rana ornativentris Werner, 1903
- Rana parvipalmata López-Seoane, 1885
- Rana pirica Matsui, 1991
- Rana pseudodalmatina Eiselt & Schmidtler, 1971
- Rana pyrenaica Serra-Cobo, 1993 – Pyrenäenfrosch
- Rana qianjiang Gao, Luo & Luo, 2012
- Rana sakuraii Matsui & Matsui, 1990
- Rana sangzhiensis Shen, 1986 (Synonym: Rana zhengi Zhao, 1999)
- Rana sauteri Boulenger, 1909
- Rana tagoi Okada, 1928
- Rana taihangensis Chen, 2022[4]
- Rana tavasensis Baran & Atatür, 1986
- Rana temporaria Linnaeus, 1758 – Grasfrosch
- Rana tsushimensis Stejneger, 1907
- Rana uenoi Matsui, 2014
- Rana ulma Matsui, 2011
- Rana wuyiensis Wu, Shi, Zhang, Chen, Cai, Hoang, Wu & Wang, 2021[5]
- Rana yakushimensis Nakatani & Okada, 1966
- Rana zhenhaiensis Ye, Fei & Matsui, 1995
- Rana zhijinensis Luo, Xiao & Zhou, 2022[6]

Ausgegliedert in die Gattung Amerana (8 Arten):
- Amerana aurora (Baird & Girard, 1852), früher Rana aurora
- Amerana boylii (Baird, 1854), früher Rana boylii
- Amerana cascadae (Slater, 1939), früher Amerana cascadae
- Amerana draytonii (Baird & Girard, 1852), früher Rana draytonii
- Amerana luteiventris (Thompson, 1913), früher Rana luteiventris
- Amerana muscosa (Camp, 1917), früher Rana muscosa
- Amerana pretiosa (Baird & Girard, 1853), früher Rana pretiosa
- Amerana sierrae (Camp, 1917), früher Rana sierrae

Ausgegliedert in die Gattung Liuhurana (monotypisch, nur 1 Art):
- Liuhurana shuchinae (Liu, 1950), früher Rana shuchinae

## Gruppen

### Gruppe Europäische Braunfrösche
- Rana arvalis Nilsson, 1842 – Moorfrosch
- Rana dalmatina Fitzinger in Bonaparte, 1839 – Springfrosch
- Rana graeca Boulenger, 1891 – Griechischer Frosch
- Rana iberica Boulenger, 1879 – Spanischer Frosch
- Rana italica Dubois, 1987 – Italienischer Frosch
- Rana latastei Boulenger, 1879 – Italienischer Springfrosch
- Rana macrocnemis Boulenger, 1885 – Kleinasiatischer Braunfrosch (Synonym: Rana camerani Boulenger, 1886; Rana holtzi Werner, 1898)
- Rana pyrenaica Serra-Cobo, 1993 – Pyrenäenfrosch
- Rana temporaria Linnaeus, 1758 – Grasfrosch

### Gruppe europäische Wasserfrösche
Die Gruppe der europäischen Wasserfrösche wurde in die Gattung Pelophylax gestellt. Die Gattung ist in Eurasien und Nordafrika verbreitet. Hier sind nur die in Europa verbreiteten Wasserfrösche erwähnt:
- Pelophylax bedriagae (Camerano, 1882) (früher Rana cf. bedriagae) – Türkischer Wasserfrosch
- Pelophylax bergeri (Günther in Engelmann, Fritzsche, Günther & Obst, 1986) – Italienischer Wasserfrosch
- Pelophylax cerigensis (Beerli, Hotz, Tunner, Heppich & Uzzell, 1994) – Karpathos-Wasserfrosch
- Pelophylax cretensis (Beerli, Hotz, Tunner, Heppich & Uzzell, 1994) – Kreta-Wasserfrosch
- Pelophylax cypriensis Plötner, Baier, Akn, Mazepa, Schreiber, Beerli, Litvinchuk, Bilgin, Borkin & Uzzell, 2012 – Zypern-Wasserfrosch
- Pelophylax epeiroticus (Schneider, Sofianidou & Kyriakopoulou-Sklavounou, 1984) – Epirus-Wasserfrosch
- Pelophylax kurtmuelleri (Gayda, 1940) – Balkan-Wasserfrosch
- Pelophylax lessonae (Camerano, 1882) – Kleiner Wasserfrosch
- Pelophylax perezi (Seoane, 1885) – Iberischer Wasserfrosch
- Pelophylax ridibundus (Pallas, 1771) – Seefrosch
- Pelophylax shqipericus (Hotz, Uzzell, Günther, Tunner & Heppich, 1987) – Skutari-Wasserfrosch

Hybridformen
- Pelophylax grafi (Crochet, Dubois, Ohler & Tunner, 1995) – Grafscher Hybridfrosch ist eine Hybridform zwischen Pelophylax ridibundus und Pelophylax perezi.
- Pelophylax esculentus (Linnaeus, 1758) – Teichfrosch ist eine Hybridform zwischen Pelophylax ridibundus und Pelophylax lessonae.
- Pelophylax hispanicus (Bonaparte, 1839) – Italienischer Hybridfrosch ist eine Hybridform zwischen Pelophylax ridibundus und Pelophylax bergeri.

### Ehemalige Vertreter der GattungRana

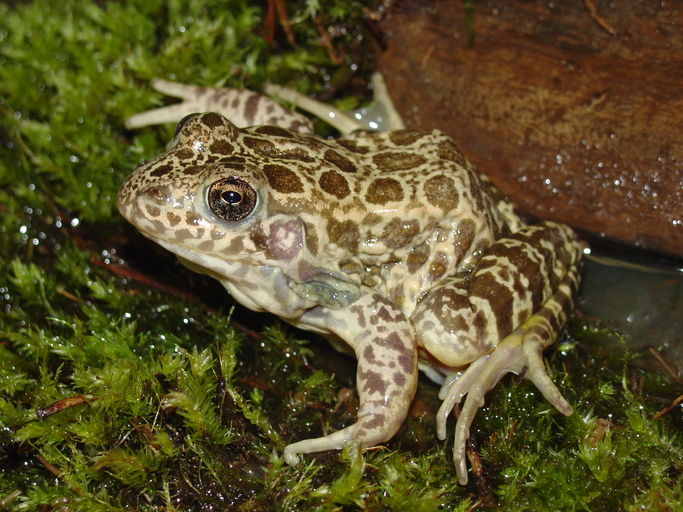
Krebsfrosch (Lithobates areolatus)

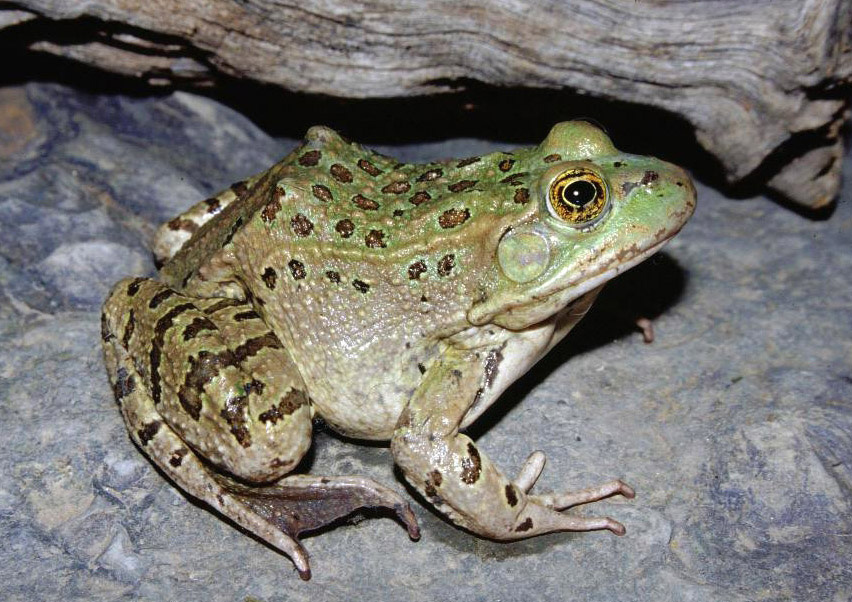
Chiricahua-Leopardfrosch (Lithobates chiricahuensis)

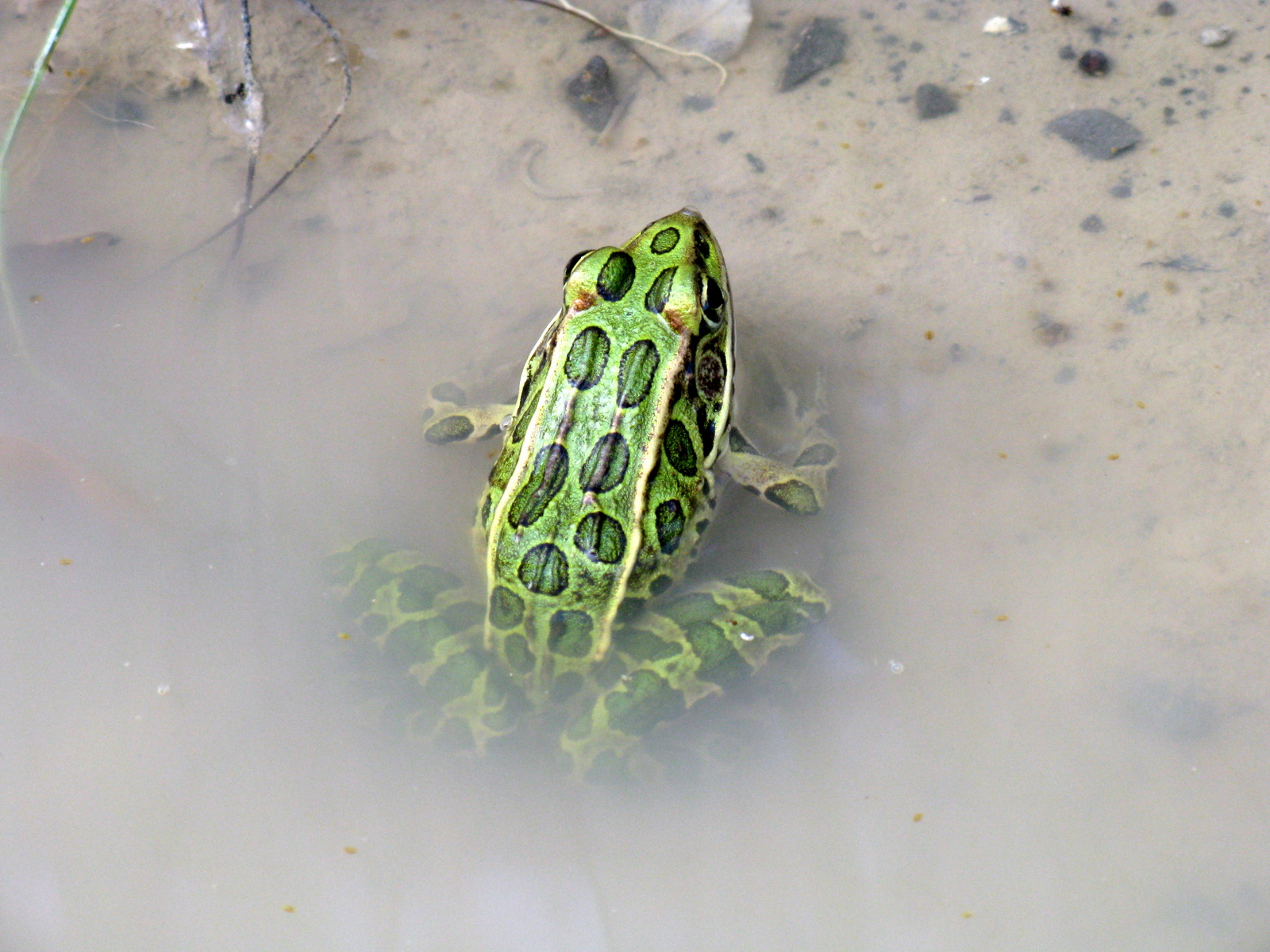
Südlicher Leopardfrosch (Lithobates sphenocephalus)

Es wurden viele neue Gattungen errichtet oder wiedererrichtet, um die große Gattung Rana in mehrere Gruppen aufzuteilen. Folgende Arten waren ehemals in der Gattung Rana vertreten:
- Nidirana adenopleura (Boulenger, 1909)  (Synonyme: Rana adenopleura und Rana caldwelli)
- Sanguirana mearnsi (Stejneger, 1905) (Synonym: Rana albotuberculata)
- Clinotarsus alticola (Boulenger, 1882)
- Indosylvirana aurantiaca (Boulenger, 1904)
- Odorrana amamiensis (Matsui, 1994)
- Odorrana yunnanensis (Anderson, 1879) (Synonym: Rana andersonii)
- Odorrana anlungensis (Liu & Hu, 1973)
- Odorrana bacboensis (Bain, Lathrop, Murphy, Orlov & Ho, 2003)
- Odorrana banaorum (Bain, Lathrop, Murphy, Orlov & Ho, 2003)
- Odorrana bolavensis (Stuart & Bain, 2005)
- Papurana arfaki (Meyer, 1875)
- Papurana attigua (Inger, Orlov & Darevsky, 1999)
- Papurana milleti (Smith, 1921) (Synonym: Rana bannanica)
- Pulchrana banjarana (Leong & Lim, 2003)
- Pulchrana baramica (Boettger, 1900)
- Lithobates areolatus (Baird & Girard, 1852) – Krebsfrosch
- Lithobates berlandieri (Baird, 1859)
- Lithobates blairi (Mecham, Littlejohn, Oldham, Brown & Brown, 1973)
- Lithobates brownorum (Sanders, 1973)
- Lithobates bwana (Hillis & de Sá, 1988)
- Lithobates catesbeianus (Shaw, 1802) – Nordamerikanischer Ochsenfrosch
- Lithobates chiricahuensis (Platz & Mecham, 1979)
- Lithobates capito (LeConte, 1855)
- Odorrana cangyuanensis (Yang, 2008)
- Pelophylax caralitanus (Arikan, 1988)
- Papurana celebensis (Peters, 1872)
- Chalcorana chalconota (Schlegel, 1837)
- Nidirana chapaensis (Bourret, 1937)
- Ingerana charlesdarwini (Das, 1998)
- Lithobates chichicuahutla (Cuellar, Méndez-De La Cruz & Villagrán-Santa Cruz, 1996)
- "Hylarana" chitwanensis (Das, 1998)
- Odorrana chloronota (Günther, 1876) (Synonym: Odorrana zhaoi)
- Pelophylax chosenicus (Okada, 1931)
- Lithobates clamitans (Latreille in Sonnini de Manoncourt & Latreille, 1801) – Schreifrosch
- Sumaterana crassiovis (Boulenger, 1920)
- Sylvirana cubitalis (Smith, 1917) (Synonym: Rana nigrotympanica Dubois, 1992)
- Clinotarsus curtipes (Jerdon, 1853)
- Papurana daemeli (Steindachner, 1868) – Australischer Waldfrosch
- "Hylarana" garoensis (Boulenger, 1920) (Synonym: Rana danieli Pillai & Chanda, 1977)
- Nidirana daunchina (Chang, 1933)
- Pulchrana debussyi (Van Kampen, 1910)
- Pelophylax demarchii (Scortecci, 1929)
- Lithobates dunni (Zweifel, 1957)
- Papurana elberti (Roux, 1911)
- Glandirana emeljanovi (Nikolskii, 1913)
- Hylarana erythraea (Schlegel, 1837) – Rotohrfrosch
- Chalcorana eschatia (Inger, Stuart & Iskandar, 2009)
- Sanguirana everetti (Boulenger, 1882)
- Lithobates fisheri (Stejneger, 1893) – Las Vegas-Leopardfrosch
- Papurana florensis (Boulenger, 1897)
- Lithobates forreri (Boulenger, 1883)
- Pelophylax fukienensis (Pope, 1929)
- "Hylarana" garoensis (Boulenger, 1920)
- Papurana garritor (Menzies, 1987)
- Odorrana gigatympana (Orlov, Ananjeva & Ho, 2006)
- Pulchrana glandulosa (Boulenger, 1882)
- Hydrophylax gracilis (Gravenhorst, 1829)
- Odorrana grahami (Boulenger, 1917)
- Odorrana graminea (Boulenger, 1900)
- Pulchrana grandocula (Taylor, 1920)
- Papurana grisea (Van Kampen, 1913)
- Lithobates grylio (Stejneger, 1901) – Schweinsfrosch
- Sylvirana guentheri (Boulenger, 1882)
- Odorrana tiannanensis (Yang & Li, 1980) (Synonyme: Rana heatwolei und Rana megatympanum)
- Lithobates heckscheri (Wright, 1924)
- Odorrana hejiangensis (Deng & Yu, 1992)
- Odorrana jingdongensis Fei, Ye & Li, 2001 (Synonym: Rana hmongorum)
- Lithobates kauffeldi  (Feinberg, Newman, Watkins-Colwell, Schlesinger, Zarate, Curry, Shaffer & Burger, 2014) Feinberg u. a., 2014[7]
- Babina holsti (Boulenger, 1892) – Dolchfrosch
- Odorrana hosii (Boulenger, 1891)
- Pelophylax hubeiensis (Fei & Ye, 1982)
- Humerana humeralis (Boulenger, 1887)
- Sanguirana igorota (Taylor, 1922)
- Odorrana indeprensa (Bain & Stuart, 2006)
- Odorrana ishikawae (Stejneger, 1901)
- Papurana jimiensis (Tyler, 1963)
- Lithobates johni (Blair, 1965)
- Lithobates juliani (Hillis & de Sá, 1988)
- Odorrana khalam (Stuart, Orlov & Chan-ard, 2005)
- Papurana kreffti (Boulenger, 1882)
- Odorrana kuangwuensis (Liu & Hu, 1966)
- Chalcorana labialis (Boulenger, 1887)
- Humerana lateralis (Boulenger, 1887) (Synonym: Rana nigrolineata Liu & Hu, 1960)
- Pulchrana laterimaculata (Barbour & Noble, 1916)
- "Hylarana" latouchii (Boulenger, 1899)
- Lithobates lemosespinali (Smith & Chiszar, 2003)
- Odorrana leporipes (Werner, 1930)
- Hydrophylax leptoglossa (Cope, 1868)
- Nidirana lini (Chou, 1999)
- Odorrana livida (Blyth, 1856)
- Amietia nutti (Boulenger, 1896) (Synonym: Rana lubrica)
- Abavorana luctuosa (Peters, 1871)
- Odorrana lungshengensis (Liu & Hu, 1962)
- Sanguirana luzonensis (Boulenger, 1896)
- Hylarana macrodactyla Günther, 1858
- Lithobates macroglossa (Brocchi, 1877)
- Chalcorana macrops (Boulenger, 1897)
- Odorrana macrotympana (Yang, 2008)
- Lithobates maculatus (Brocchi, 1877)
- Lithobates magnaocularis (Frost & Bagnara, 1974)
- Hydrophylax malabaricus (Tschudi, 1838)
- Pulchrana mangyanum (Brown & Guttman, 2002)
- Sylvirana maosonensis (Bourret, 1937)
- Odorrana margaretae (Liu, 1950)
- "Hylarana" margariana Anderson, 1879
- Chalcorana megalonesa (Inger, Stuart & Iskandar, 2009)
- Lithobates megapoda (Taylor, 1942)
- Pulchrana melanomenta (Taylor, 1920)
- Lithobates miadis (Barbour & Loveridge, 1929)
- Papurana milleti (Smith, 1921)
- Papurana milneana (Loveridge, 1948)
- Glandirana minima (Ting & T'sai, 1979)
- Humerana miopus (Boulenger, 1918)
- Chalcorana mocquardi (Werner, 1901)
- Pulchrana moellendorffi (Boettger, 1893)
- Papurana moluccana (Boettger, 1895)
- Odorrana monjerai (Matsui & Jaafar, 2006)
- Lithobates montezumae (Baird, 1854)
- "Hylarana" montivaga (Smith, 1921)
- Odorrana morafkai (Bain, Lathrop, Murphy, Orlov & Ho, 2003)
- Sylvirana mortenseni (Boulenger, 1903)
- Odorrana narina (Stejneger, 1901)
- Lithobates neovolcanicus (Hillis & Frost, 1985)
- Pelophylax nigromaculatus (Hallowell, 1861)
- Sylvirana nigrovittata (Blyth, 1856)
- Papurana novaeguineae (Van Kampen, 1909)
- Humerana oatesii (Boulenger, 1892)
- Lithobates okaloosae (Moler, 1985)
- Nidirana okinavana (Boettger, 1895)
- Lithobates omiltemanus (Günther, 1900)
- Lithobates onca (Cope in Yarrow, 1875) – Vegas-Pantherfrosch
- Odorrana orba (Stuart & Bain, 2005)
- Lithobates palmipes (Spix, 1824)
- Lithobates palustris (LeConte, 1825) – Nordamerikanischer Sumpffrosch
- Papurana papua (Lesson, 1829)
- Chalcorana parvaccola (Inger, Stuart & Iskandar, 2009)
- "Hylarana" persimilis (Van Kampen, 1923)
- Pulchrana picturata (Boulenger, 1920)
- Lithobates pipiens (Schreber, 1782) – Leopardfrosch
- Pelophylax plancyi (Lataste, 1880)
- Nidirana pleuraden (Boulenger, 1904)
- Pelophylax porosus (Cope, 1868)
- Nidirana okinavana (Boettger, 1895) (Synonym: Rana psaltes Kuramoto, 1985)
- Lithobates psilonota (Webb, 2001)
- Lithobates pueblae (Zweifel, 1955)
- Lithobates pustulosus (Boulenger, 1883)
- Chalcorana raniceps (Peters, 1871)
- Odorrana rotodora (Yang & Rao, 2008)
- Chalcorana rufipes (Inger, Stuart & Iskandar, 2009)
- Glandirana rugosa (Temminck & Schlegel, 1838)
- Pelophylax saharicus (Boulenger, 1913)
- Sanguirana sanguinea (Boettger, 1893) (Synonym: Rana varians Boulenger, 1894)
- Polypedates megacephalus Hallowell, 1861 (Synonym: Rana scutigera Andersson, 1916)
- Amolops senchalensis Chanda, 1987
- Lithobates septentrionalis (Baird, 1854)
- Lithobates sevosus (Goin & Netting, 1940)
- Pulchrana siberu (Dring, McCarthy & Whitten, 1990)
- Lithobates sierramadrensis (Taylor, 1939)
- Pulchrana signata (Günther, 1872)
- Pulchrana similis (Günther, 1873)
- Odorrana sinica (Ahl, 1927)
- Lithobates spectabilis (Hillis & Frost, 1985)
- Lithobates sphenocephalus (Cope, 1886)
- Sylvirana spinulosa (Smith, 1923)
- Babina subaspera (Barbour, 1908)
- Papurana supragrisea (Menzies, 1987)
- Odorrana supranarina (Matsui, 1994)
- Odorrana swinhoana (Boulenger, 1903)
- Lithobates sylvaticus (LeConte, 1825) – Waldfrosch
- Hylarana taipehensis (Van Denburgh, 1909)
- Lithobates tarahumarae (Boulenger, 1917)
- Lithobates taylori (Smith, 1959)
- Indosylvirana temporalis (Günther, 1864)
- Pelophylax tenggerensis (Zhao, Macey & Papenfuss, 1988)
- Amietia tenuoplicata (Pickersgill, 2007) (Synonym: Rana viridireticulata  Pickersgill, 2007)
- Pelophylax terentievi  (Mezhzherin, 1992)
- Odorrana tiannanensis (Yang & Li, 1980)
- Glandirana tientaiensis (Chang, 1933)
- Sanguirana tipanan (Brown, McGuire & Diesmos, 2000)
- Lithobates tlaloci (Hillis & Frost, 1985)
- Odorrana trankieni (Orlov, Le & Ho, 2003)
- Hylarana tytleri Theobald, 1868 (Synonym: Rana tytleri Boulenger, 1882)
- Odorrana utsunomiyaorum (Matsui, 1994)
- Lithobates vaillanti (Brocchi, 1877)
- Odorrana versabilis (Liu & Hu, 1962)
- Lithobates vibicarius (Cope, 1894)
- Lithobates virgatipes (Cope, 1891)
- Papurana volkerjane (Günther, 2003)
- Papurana waliesa (Kraus & Allison, 2007)
- Lithobates warszewitschii (Schmidt, 1857)
- Pseudorana weiningensis (Liu, Hu & Yang, 1962)
- Odorrana wuchuanensis (Xu, 1983)
- Lithobates yavapaiensis (Platz & Frost, 1984)
- Lithobates zweifeli (Hillis, Frost & Webb, 1984)